# Pachetra melanophaea
Pachetra melanophaea är en fjärilsart som beskrevs av Hans Zerny 1934. Pachetra melanophaea ingår i släktet Pachetra och familjen nattflyn. Inga underarter finns listade i Catalogue of Life.